# 쿠르촐라 전투
쿠르촐라 전투(Battaglia di Curzola, 오늘날은 코르출라섬이며 현재 크로아티아의 달마티아 남부에 위치해 있음)는 1298년 9월 8일에 제노바 공화국과 베네치아 공화국 함대 사이에 벌어진 해전이다. 베네치아는 이 전투를 통해 엄청난 피해를 입었으며, 13, 14세기에 피사 공화국, 베네치아, 제노바 등이 지중해와 레반트 무역 지배권을 놓고 오랜 기간 동안 벌이던 전쟁 중에 일어났던 사건 중 하나이다.

## 전투
전투는 쿠르촐라 섬(코르출라섬)과 사비온첼로 반도(펠레샤츠반도) 사이에 해협에서 일어났다. 베네치아군은 도제인 조반니 단돌로의 아들인 안드레아 단돌로가 이끌었고, 제노바군은 람바 도리아가 이끌었다.

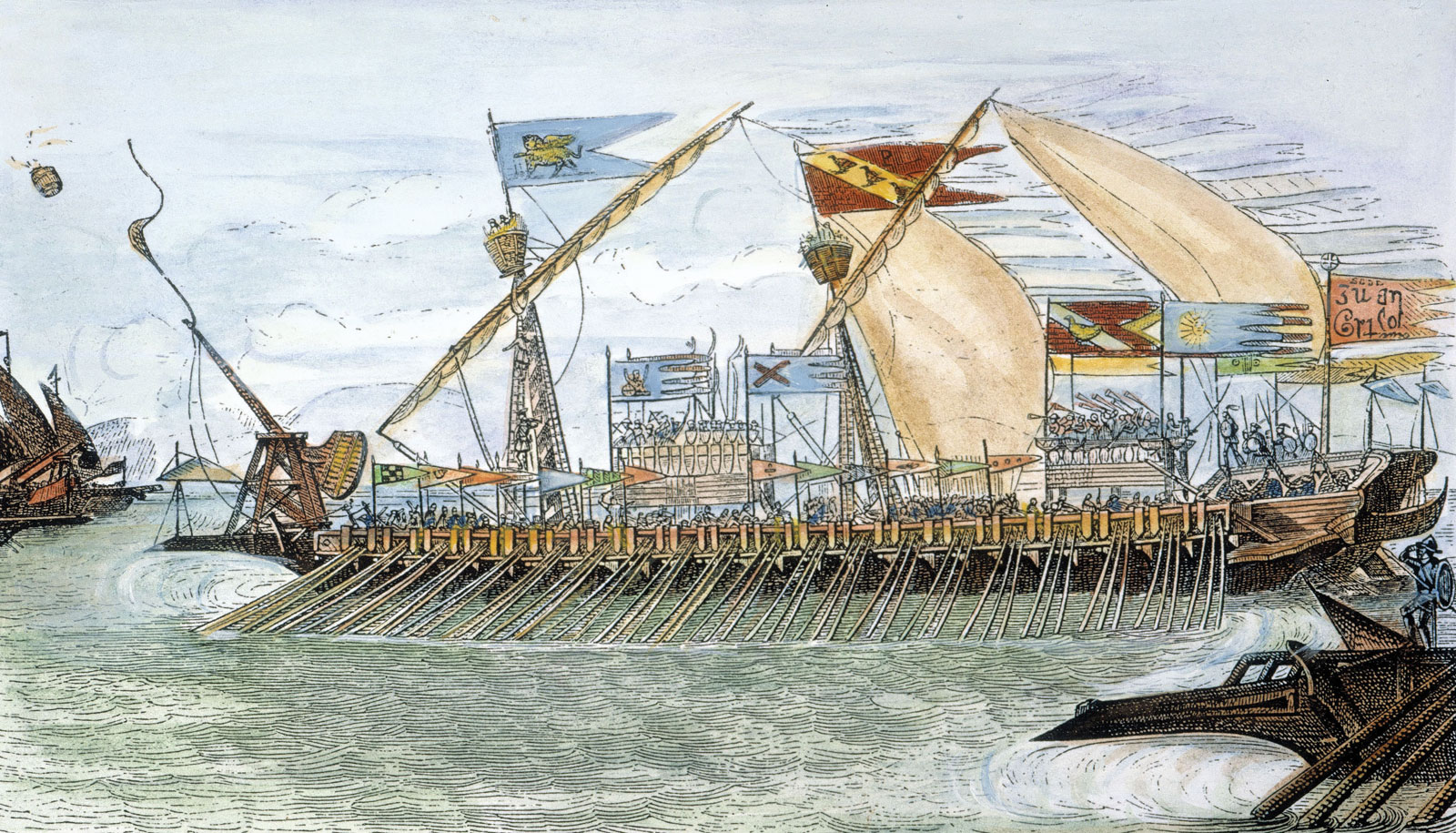
쿠르촐라에서의 베네치아 갤리선

두 국가 사이의 함대 수는 같았고, 베네치아군이 제노바 함선을 차지하려 들자, 도리아는 뛰어난 전략과 적군을 완전하게 물리쳐내는 모습을 보였다. 이 재앙적인 피해는 베네치아가 대부분을 차지하였다. 그들은 함선의 95척 중 83척이 침몰하였고 7,000명이 전사하였다. 제노바는 승리를 거뒀고 단돌로는 수감된 첫날에 자결을 하였다.
이후 조반니 바티스타 라무시오가 쓴 전승(16세기)에 따르면, 마르코 폴로는 베네치아군 포로 중에 한 명이였고, 수감 생활을 하던 몇달동안 그의 유명한 저서를 썼다고 전해진다.